# Спас Нерукотворний (Харківська єпархія)

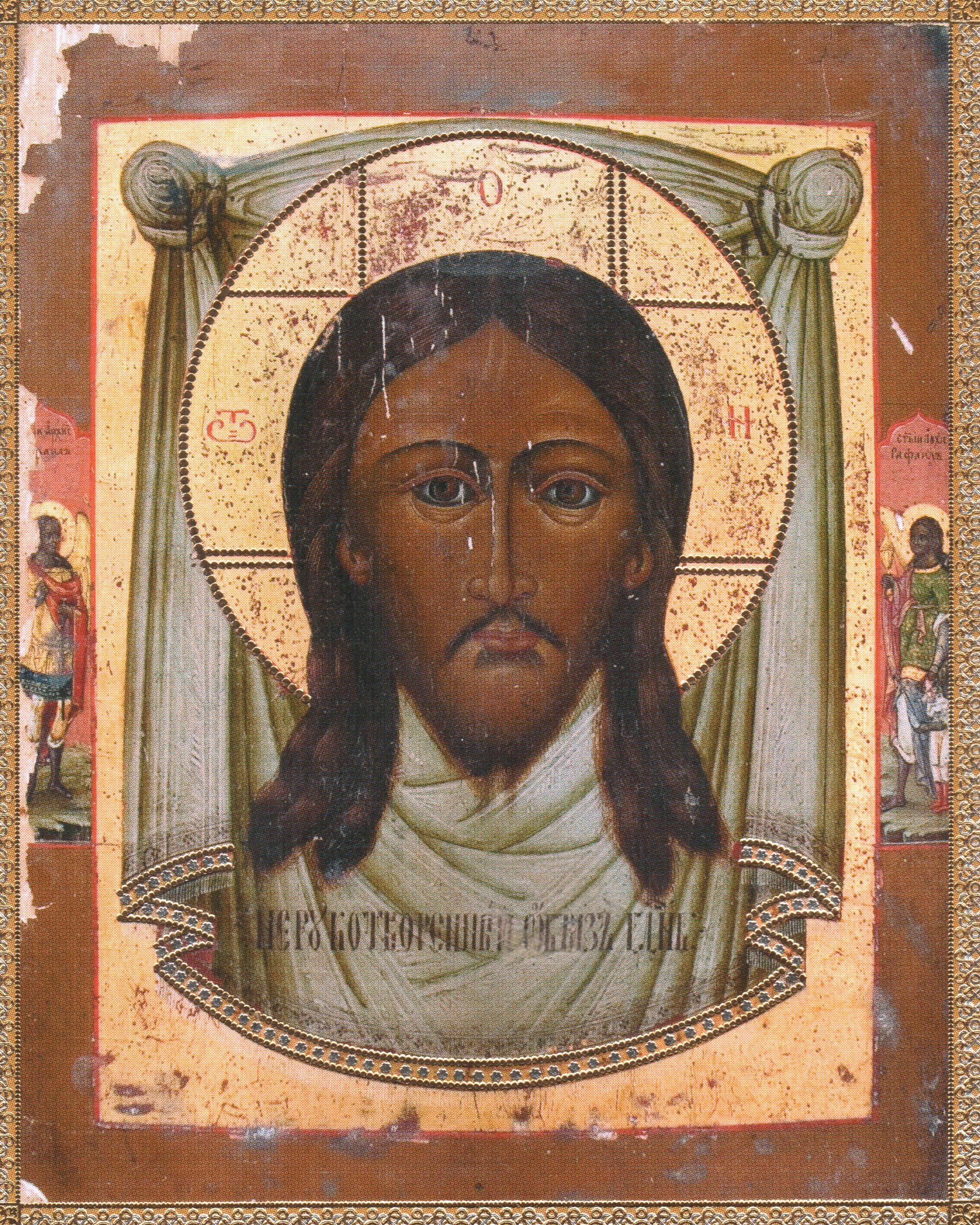
Ікона Спаса Нерукотворного

Іко́на Спа́са Нерукотво́рного — святиня Харківської єпархії, вважається чудотворною. Святкування іконі відбувається 7 (20) липня.

## Історія
Ікона візантійського стилю, написана на дереві (розмір 45x36 см). До передачі в Свято-Борисо-Глібський монастир Харківської єпархії перебувала в родині мешканки с. Червона Поляна Зміївського району Харківської області Проскуріної Олександри Леонтіївни. Під час Німецько-радянської війни ікона зберігалася у погребі, в результаті, через несприятливі умови, вона потемніла. 9 січня 1997 ікона була передана в Свято-Борисоглібський храм с. Водяне Зміївського району, в якому вона була встановлена на горньому місці.
5 серпня 1997 р. з благословення митрополита Харківського і Богодухівського Никодима була створена єпархіальна комісія для вивчення обставин події. До складу комісії увійшли: секретар Харківського Єпархіального Управління протоієрей Микола Терновецький; настоятель Свято-Петро-Павлівського храму м. Харкова, інспектор Харківської Духовної Семінарії протоієрей Андрій Полікопа; ключар Свято-Благовіщенського Кафедрального Собору м. Харкова протоієрей Олександр Капов; лікар Харківського обласного наркологічного диспансеру Лотін Олександр Володимирович, секретар комісії, благочинний 5-го округу Харківської єпархії, настоятель Свято-Василівського храму смт. Пісочин протоієрей Леонід Мушинський.
28 жовтня 1997 р. на підставі рапорту Голови Синодальної комісії з канонізації святих митрополита Харківського і Богодухівського Никодима рішенням Священного Синоду Української Православної Церкви ікона була визнана чудотворною і було благословлено її богослужбове шанування в Слобідському краї. Церковне святкування ікони встановлено на 7 (20) липня — день чудесного оновлення ікони.